# Zentraleuropäische Formel-4-Meisterschaft
Die zentraleuropäische Formel-4-Meisterschaft (offiziell F4 CEZ Championship certified by FIA) ist eine Automobilrennserie nach dem FIA-Formel-4-Reglement in Mitteleuropa. Die zentraleuropäische Formel-4-Meisterschaft wurde erstmals 2022 ausgetragen.
Die zentraleuropäische Formel-4-Meisterschaft wird vom tschechischen Motorsportteam Krenek Motorsport in Zusammenarbeit mit dem tschechischen Automobilclub Autoklub České republiky (AČR) geleitet.

## Geschichte
Ende Dezember 2021 wurde bekannt gegeben, dass 2022 durch das tschechische Motorsportteam Krenek Motorsport in Zusammenarbeit mit dem tschechischen Automobilclub Autoklub České republiky (AČR) eine neue zentraleuropäische Formel-4-Meisterschaft gegründet wird welche im Rahmenprogramm des ESET Cups stattfindet. Saisonstart hätte der Hungaroring am 9. April werden sollen, jedoch wurde am 30. März 2022 aufgrund von Lieferengpässen bei den Tatuus-Chassis der Lauf am Hungaroring abgesagt und der Meisterschaftsstart damit zunächst verschoben und später im Jahr abgesagt.
Am 3. November 2022 wurde durch die Veranstalter bekanntgegeben, dass die Saison 2023 als offizielle FIA-zertifizierte Rennserie stattfinden wird.

## Sportliches Reglement

### Ablauf des Rennwochenendes
Ein Rennwochenende besteht aus zwei freien Trainings, zwei Qualifyings und zwei Rennen; alle Sitzungen dauern jeweils 25 Minuten. Um an den freien Trainings teilnehmen zu dürfen, wird eine zusätzliche Gebühr eingehoben. Das erste Qualifying bestimmt die Startaufstellung für das erste Rennen und das zweite Qualifying die Startaufstellung für das zweite Rennen. Beträgt die Qualifyingszeit eines Fahrers mehr als 110 Prozent der Pole-Position-Zeit darf der Fahrer automatisch nicht am Rennen teilnehmen (110-Prozent-Regel). Die Rennen werden immer stehend gestartet.

### Punkteverteilung
Die Punktewertung orientiert sich am aktuellen Punktesystem der Formel 1. Somit erhält der Sieger eines Rennens 25, der Zweite 18, der Dritte 15 Punkte bis hin zum Zehntplatzierten, welcher den letzten Punkt erhält. Es werden zwei Zusatzpunkte für die Pole-Position und einen Punkt für die schnellste Rennrunde verteilt. In die Teamwertung fließen die Punkte der zwei durch das Team nominierten Rennfahrer pro Rennen ein.
| Punkteverteilung | Punkteverteilung | Punkteverteilung | Punkteverteilung | Punkteverteilung | Punkteverteilung | Punkteverteilung | Punkteverteilung | Punkteverteilung | Punkteverteilung | Punkteverteilung | Punkteverteilung | Punkteverteilung |
| ---------------- | ---------------- | ---------------- | ---------------- | ---------------- | ---------------- | ---------------- | ---------------- | ---------------- | ---------------- | ---------------- | ---------------- | ---------------- |
| Platz            | 1                | 2                | 3                | 4                | 5                | 6                | 7                | 8                | 9                | 10               | PP               | SR               |
| Punkte           | 25               | 18               | 15               | 12               | 10               | 8                | 6                | 4                | 2                | 1                | 2                | 1                |

### Teams und Fahrer
Um an der Meisterschaft teilnehmen zu können, müssen die Fahrer pro Rennen 900 Euro Antrittsgebühr zahlen. Außerdem muss vor Saisonbeginn eine Registrierungsgebühr von 4.000 Euro gezahlt werden. Das Mindestalter beträgt 15 Jahre und man muss die FIA-D-Lizenz besitzen.
An einem Rennen dürfen maximal 28 Fahrer gleichzeitig teilnehmen.

## Technik

### Chassis
Eine Besonderheit zu anderen Formel-4-Rennserien ist, dass in der zentraleuropäischen Formel-4-Rennserie zwei verschiedene Chassis eingesetzt werden dürfen. Beide Chassis stammen vom italienischen Konstrukteur Tatuus und sind von der FIA für die Formel 4 homologiert. Einerseits wird das alte Modell F4-T014 sowie das 2021 entwickelte F4 T-421 eingesetzt. Der T-421 bietet im Vergleich zum Vorgängermodell viele neue Sicherheitseigenschaften, so besitzt dieser unter anderem das Halo-System.
Fahrer, welche das T014-Modell einsetzen, sind nur in der Trophy-Wertung punktberechtigt.

### Motor und Getriebe
Als Motor wird ein 1,4-Liter-FTJ-I4-Motor von Abarth eingesetzt. Der Vierzylinder-Turbomotor leistet bei einer Maximaldrehzahl von 6.250/Minute etwa 160 PS.

### Reifen
Als Bereifung kommen Slicks von Pirelli zum Einsatz, die Kosten pro Reifenset belaufen sich auf 780 Euro. Pro Rennwochenende dürfen maximal zwei Sets Trocken- sowie Regenreifen verwendet werden.

## Fernsehübertragung
Die Rennen werden via Live-Streaming auf Youtube angeboten und eine Zusammenfassung wird auf Eurosport ausgestrahlt.

## Bisherige Meister
| Saison | Meister      | Punkte | Zweiter        | Punkte | Dritter         | Punkte | Bestes Team       | Punkte            | Quelle |
| ------ | ------------ | ------ | -------------- | ------ | --------------- | ------ | ----------------- | ----------------- | ------ |
| 2022   | Zénó Kovács  | 70     | Tommaso Lovati | 37     | Patrick Schober | 25     | Nicht ausgetragen | Nicht ausgetragen | [ 12 ] |
| 2023   | Ethan Ischer | 263    | Reno Francot   | 261    | Michael Sauter  | 204    | Jenzer Motorsport | 549               | [ 13 ] |
| 2024   | Oscar Wurz   | 301    | Kirill Kutskov | 276    | Max Karhan      | 242    | Jenzer Motorsport | 599               | [ 14 ] |